# 戈蘭博伊區
戈蘭博伊區是阿塞拜疆的一個區，位於該國西部，納戈爾諾-卡拉巴赫共和國聲稱對該區南部擁有主權。納夫塔蘭被本區包圍，但不受其管轄。面積1,731平方公里，2008年人口88,700人。首府戈蘭博伊。
1930年建區。